# Virginie Loveling
Virginie (Marie) Loveling (n. 17 mai 1836, Nevele, Belgia - d. 1 decembrie 1923) a fost o poetă, romancieră și eseistă flamandă. De asemenea, iși semna lucrările cu pseudonimul W.E.C Walter.

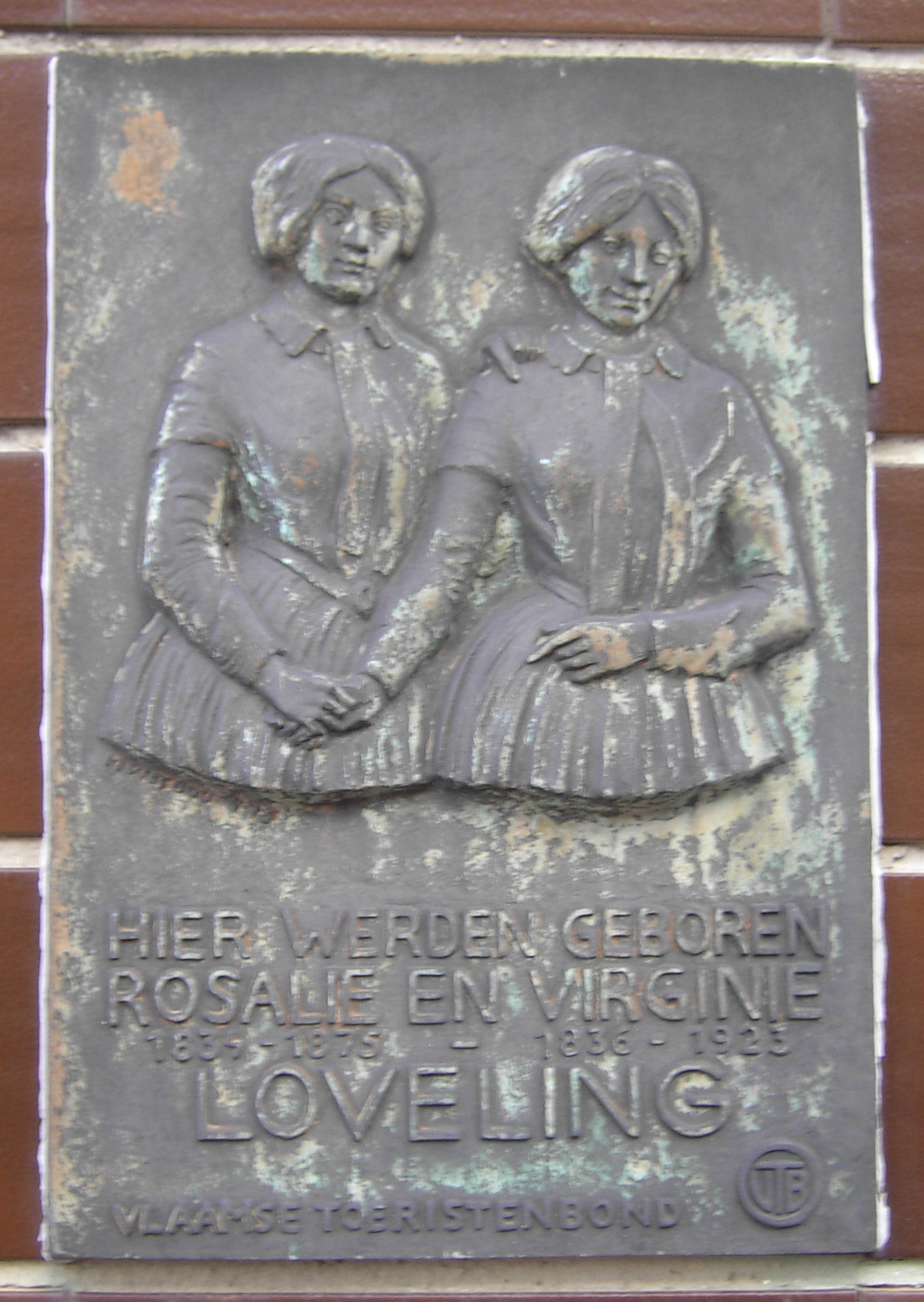